# Khoren Ier Paroian
Khoren Ier Paroian (en arménien Խորեն Ա. Բարոյան ; né à Nicosie le 24 novembre 1914, mort à Antélias le 9 février 1983) est un catholicos de la Grande Maison de Cilicie, à la tête du catholicossat du même nom, de 1963 à 1983.
Auparavant archevêque et primat de l'Église apostolique arménienne au Liban, ce catholicos apporte la stabilité financière et un accroissement du domaine d'Antélias ; Garéguine Sarkissian, archevêque et primat de la prélature de l'Est des États-Unis, l'assiste de 1977 à 1983 en tant que coadjuteur-catholicos.